# Віктор Пютман
Віктор Жан Гіслен Пютман (фр. Victor Jean Ghislain Putmans, 29 травня 1914, Намюр — 12 листопада 1989, Маршен), також відомий як Жорж Пютман — бельгійський футболіст, що грав на позиції півзахисника, зокрема, за клуб «Стандард» (Льєж), а також національну збірну Бельгії.

## Клубна кар'єра
У футболі дебютував 1930 року виступами за команду «Уніон Ютуазе», в якій провів шість сезонів, взявши участь у 123 матчах чемпіонату. 
Своєю грою за цю команду привернув увагу представників тренерського штабу клубу «Стандард» (Льєж), до складу якого приєднався 1936 року. Відіграв за команду з Льєжа наступні десять сезонів своєї ігрової кар'єри. У складі «Стандарда» був одним з головних бомбардирів команди, маючи середню результативність на рівні 0,46 голу за гру першості.
Завершив професійну ігрову кар'єру у клубі «Уніон Ютуазе», у складі якого вже виступав раніше. Прийшов до команди 1946 року, захищав її кольори до припинення виступів на професійному рівні у 1953.

## Виступи за збірну
16 лютого 1936 року дебютував в офіційних матчах у складі другої національної Бельгії, зігравши свій єдиний матч за "червоних дияволів" проти Люксембургу (5-5).
Був присутній в заявці збірної на чемпіонаті світу 1934 року в Італії, але на поле не виходив.
Помер 12 листопада 1989 року на 76-му році життя у місті Маршен.